# Shavit Elimelech
Shavit Elimelech, född 7 september 1971, är en israelisk före detta professionell fotbollsmålvakt aktiv mellan 1988 och 2008. Mellan 1999 och 2004 spelade han 14 matcher för det israeliska landslaget. Elimelech spelade 395 ligamatcher för Hapoel Tel Aviv mellan 1996 och 2007.
Sedan 2012 är han assisterande tränare i Hapoel Tel Aviv.